# Šťastná čísla
Štasná čísla je francouzsko-americká komedie, kterou vytvořila režisérka Nora Ephron. Scénář napsal Adam Resnick, který se inspiroval skandálem Pensylvánské Loterie, který se udál roku 1980. Je to jediný film Nory Ephron, u kterého si nepsala vlastní scénář.

## Děj
Příběh se odehrává roku 1988. Russ Richards (John Travolta) pracuje jako „televizní rosnička“ pro televizní stanici ve městě Harrisburg v Penyslávnii. Svými diváky je uctíván jako místní celebrita a sláva mu umožňuje jisté výhody, jako je vlastní parkovací místo a box v restauraci Denny's (kde dokonce podávají omeletu, která je po něm pojmenovaná). Za jeho věčně optimistickým chováním se skrývá fakt, že jeho půjčovna sněžných skútrů je kvůli neobvykle mírné zimě téměř na mizině.
Jeho přítel Gig (Tim Roth) majitel striptýzového klubu pochybné pověsti mu poradí, že by se z finančních potíží mohl dostat pomocí pojišťovacího podvodu. Pokus však selže a Russ se dostane ještě do větších dluhů a hlavně do hledáčku nájemného vraha jménem Dale (Michael Rapaport). Pak Gig navrhne, že by mohli zmanipulovat Pensylvánskou loterii. Pomáhá jim 
přítelkyně Crystal Latroy (Lisa Kudrow), modelka která v loterii tahá a předvádí vítězná čísla, a její poněkud ujetý bratranec Walter (Michael Moore), který v jejich čtveřici hraje roli majitele výherního tiketu.
Jejich plán zpočátku funguje, ale předtím, než si mohou vyzvednout jackpot ve výši 6,4 milionu dolarů, se jim vše začíná rozpadat pod rukama. Napřed začne být Walter být ještě víc hamižný a odmítne dát své sestřenici výherní tiket, při následné potyčce s Crystal však dostane smrtelný astmatický záchvat. Odporný majitel televizní stanice Dick Simmons (Ed O'Neill), se kterým spí Crystal také, zjistí, co udělali a snaží se je vydírat. A existují další, kteří také prohlédli patrně nejhůř střežené tajemství ve městě a kteří chtějí dostat svůj podíl.
Zmatek a vraždy probudí líné detektivy Lakewooda (Bill Pullman) a Chamberse (Daryl Mitchell), kteří sice začnou vyšetřovat, ale přitom doufají, že se nebudou muset moc nadřít. Russ se rozhodne prodat tiket Dickovi za stotisíc dolarů, aby měl na zaplacení všeho, co dluží zabijákovi Daleovi. Crystal se rozzuří a okamžitě svede Dicka, aby se opět ke svému podílu dostala. Dale se vloupá Dickovi do domu a pokusí se mu tiket ukrást, ale policie na místo vloupání dorazí a policista Lakewood Dalea zastřelí.
Po cestě domů narazí Lakewood na Russe, který se právě snaží rozprodat zbývající sněžné skútry jiným prodejcům, ale dostane smyk a kamion, který řídí, převrátí. Lakewooda napadne, že Russe zatkne, ten však uprchne i se svými 100 tisíci dolary na svém sněžném skútru, narazí však do stromu. V nemocnici mu pak Lakewood dá pokutu za řízení skútru bez oprávnění a vysvětlí mu, co se stalo Dickovi a Daleovi. Russ jde v nemocnici za Dickem do pokoje a ukradne mu výherní tiket. Nakonec tiket věnuje servírce z restaurace Denny's (Maria Bamford) a přestěhuje se na Floridu. Tam se stane úspěšným moderátorem televizní soutěže, která se jmenuje „Štastná čísla“.

## Obsazení
| John Travolta    | Russ Richards         |
| Lisa Kudrow      | Crystal Latroy        |
| Tim Roth         | Gig                   |
| Ed O'Neill       | Dick Simmons          |
| Michael Rapaport | Dale                  |
| Michael Moore    | Walter                |
| Bill Pullman     | detektiv Pat Lakewood |
| Daryl Mitchell   | detektiv Chambers     |
| Richard Schiff   | Jerry Green           |
| Caroline Aaron   | sestra Sharplingová   |
| Sam McMurray     | velitel Troutman      |
| Michael Weston   | Larry                 |
| Maria Bamford    | servírka Wendy        |

## Písně z filmu
1. "Light of Day" – Joan Jett and the Blackhearts
2. "Obsession" – Animotion
3. "Right Place, Wrong Time" – Dr. John
4. "Easy Money" – Rickie Lee Jones
5. "Heaven's on Fire" – Kiss
6. "Rapture" – Blondie
7. "Freeze-Frame" – The J. Geils Band
8. "Love is the Drug" – Grace Jones
9. "We Are the Champions" – Queen
10. "My Way" – Jimmy Roselli
11. "My Big Reward" – Joan Jett and the Blackhearts
12. "Lucky Numbers" – George Fenton

## Ocenění
John Travolta získal za roli v tomto filmu a ve filmu Bojiště Země Zlatou malinu za rok 2000 za nejhoršího herce.